# Jesus errettet mich jetzt

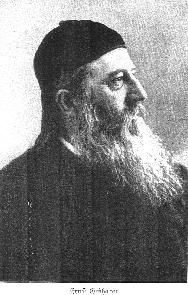
Ernst Gebhardt, Autor des Liedes Jesus errettet mich jetzt

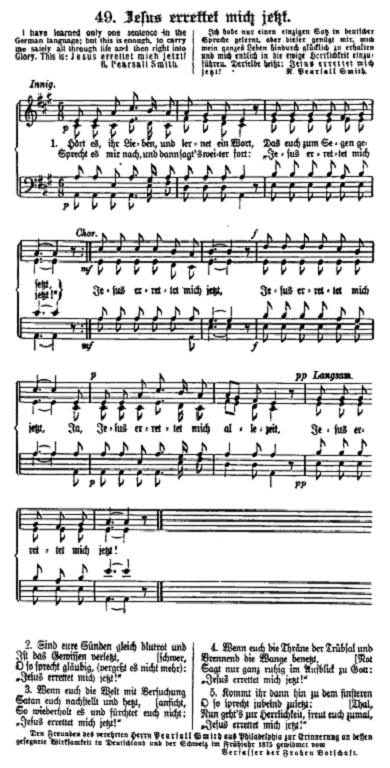
Text

Das Lied Jesus errettet mich jetzt gehört zu den bekanntesten Liedern der Heiligungsbewegung. Es wurde von Ernst Heinrich Gebhardt speziell für Robert Pearsall Smith komponiert. Er stellte es während der Vortragsreihe von Smith am 15. April 1875 in Karlsruhe vor. Man findet es noch in vielen Liederbüchern, vor allem in solchen von Gemeinschaften, die auf die Heiligungsbewegung zurückzuführen bzw. mit deren Lehren verbunden sind.

## Widmung und Anspruch
Auf dem Liedblatt ist unten die Widmung für Smith vermerkt:
„Den Freunden des verehrten Herrn Pearsall Smith aus Philadelphia zur Erinnerung an dessen gesegnete Wirksamkeit in Deutschland und der Schweiz im Frühjahr 1875 gewidmet vom Verfasser der Frohen Botschaft“
Oben auf dem Liedblatt ist der Ausspruch von Smith vermerkt, der Gebhardt zur Komposition des Liedes veranlasst hat.
"I have learned only one sentence in the German language; but this is enough to carry me safely all through life and then right into Glory, This is: „Jesus errettet mich jetzt!“
Ich habe nur einen einzigen Satz in deutscher Sprache gelernt, aber dieser genügt mir, mich mein ganzes Leben hindurch glücklich zu erhalten und mich endlich in die ewige Herrlichkeit zu führen. Derselbe heißt: „Jesus errettet mich jetzt!“
R. Pearsall Smith"

## Text des Liedes
1. Hört es, ihr Lieben, und lernet ein Wort, das euch zum Segen gesetzt,

Sprecht es mir nach und dann sagt’s weiter fort: „Jesus errettet mich jetzt!“

Refrain: Jesus errettet mich jetzt, Jesus errettet mich jetzt

Ja, Jesus errettet mich allezeit, Jesus errettet mich jetzt!

2. Sind eure Sünden gleich blutrot und schwer, ist das Gewissen verletzt,

O so sprecht gläubig (vergeßt es nicht mehr): „Jesus errettet mich jetzt!“

3. Wenn euch die Welt mit Versuchung anficht, Satan euch nachstellt und hetzt,

So wiederholt es und fürchtet euch nicht: „Jesus errettet mich jetzt!“

4. Wenn euch die Träne der Trübsal und Not brennend die Wange benetzt,

Sagt nur ganz ruhig im Aufblick zu Gott: „Jesus errettet mich jetzt!“

5. Kommt ihr dann hin zu dem finsteren Tal, o so sprecht jubelnd zuletzt:

„Nun geht’s zur Herrlichkeit, freut euch zumal, Jesus errettet mich jetzt!“

## Übersetzungen (Auswahl)
Das Lied Jesus errettet mich jetzt wurde im Laufe der Geschichte in verschiedene Sprachen übersetzt beziehungsweise in Anlehnung an den ursprünglichen Gebhardt-Text in andere Sprachen übertragen. Der Liedtitel lautet auf
- englisch: Jesus saves me now (1. Zeile: Jesus hath died and hath risen again) – Der Übersetzer sowie das Datum der Herausgabe des übersetzten Liedes sind unbekannt.[2]
- färöisch: Jesus víl frelsa teg nú (1. Zeile: Er reyð tín synd so sum skarlag og blóð) – Die Übersetzung besorgte der Missionar der Brüderbewegung und Bibelübersetzer Victor Danielsen (1894–1961).[3]

## Aufnahme in Gesangbüchern (Auswahl)
Gebhardts Lied fand Aufnahme in verschiedene Gesangbücher. Die folgende Liste bietet eine alphabetisch sortierte Übersicht in Auswahl.
| Gesangbuch                                                                    | Herausgeber                                                                                            | Erscheinungsort     | Erscheinungsjahr | Liednummer |
| ----------------------------------------------------------------------------- | --- | ------------------- | ---------------- | ---------- |
| Andachtsklänge. Eine Sammlung gewählter Gesänge für gottesdienstliche Übungen | Elisha Albright Hoffmann                                                                               | Cleveland (Ohio)    | 1881             | 61         |
| Evangeliumssänger (Autorisierte Ausgabe der Gospel Hymns)                     | Walter Rauschenbusch, Ira Sankey                                                                       | Cassel              | 192217           | 452        |
| Gebets- und Danklieder für Erweckungsversammlungen                            | William Horn                                                                                           | Cleveland (Ohio)    | 1886             | 63         |
| Gebets- und Danklieder für Erweckungsversammlungen Nr. 2                      | William Horn                                                                                           | Cleveland (Ohio)    | 1894             | 102        |
| Glaubenslieder. Neue Sammlung geistlicher Lieder für Gemeinde und Haus        | Verlag Rudolf Brockhaus (Brüderbewegung)                                                               | Wuppertal-Vohwinkel | 1952             | 116        |
| Glaubensstimme für Gemeinde und Haus                                          | Bund Evangelisch-Freikirchlicher Gemeinden                                                             | Kassel              | 1950             | 467        |
| Liederbuch                                                                    | Verlag Friedensstimme (im Auftrag der Evangeliumschristen-, Baptisten- und Brüdergemeinden in der BRD) | Gummersbach         | 19894            | 487        |
| Liederperlen                                                                  | Elisha Albright Hoffmann                                                                               | Cleveland (Ohio)    | 1890             | 43         |
| Reichs-Lieder                                                                 | Gerhard Möbius Verlag                                                                                  | Neumünster          | 1909             | 139        |
| Songbók Guds Fólks                                                            | Sálmabókagrunnurin                                                                                     | Tórshavn / Färöer   | 1976             | 257        |